# 武家茶道
武家茶道（ぶけさどう）は、おもに江戸時代以降に武家社会の間で行われてきた茶道のこと。大名茶とも呼ばれる。
主な流儀に織部流、遠州流、小堀遠州流、石州流、宗和流、上田宗箇流、有楽流、三斎流、鎮信流（石州系）、不昧流（石州系）、小笠原流、御家流などがある。柳営茶道の祖は織部流の古田織部（初代家康・2代秀忠）で、そして小堀遠州流の小堀遠州（3代家光）、石州流の片桐石州（4代家綱）と続いた。武家茶道の本流は古田重然を流祖とする織部流であり、その他の武家茶道諸派は基本的に織部流の影響を受け派生したものである。しかしながら、当時の織部流の手前は伝承されていない事が多く、古法に則った織部流温知会でのみ見ることができる。また、遠州系の流派では流祖の点前が文献で確認できていることもあり、正確な伝承が行われているとされ、特に小堀遠州流では文献に基づいた小堀遠州の点前を受け継いでおり、寛永頃の武士の礼法を見ることができる。石州流は多くの分派を持ち、武家社会に浸透していった。
廃藩置県以降、武家社会の崩壊とともに消滅した流儀も多いが、現代においても御家流、小堀遠州流、石州流伊佐派、鎮信流の四派により、柳営茶会が開かれるなど、継承していく取り組みも盛んである。

## 特徴
多くの場合、各藩・各大名でそれぞれ公式の流儀が定められており、一つの領国内のみで行われていた流儀も多い。
江戸時代から家元制度をとっていた町人茶と違い、武家茶道においてはいわば藩主が家元に相当する立場であり、実務は茶頭に任せていることが大半であるが、中には大名自ら深く茶道を嗜んでいる事例もある。
武家茶道は、（短刀を腰にさすため）すべて帛紗を右につけると唱えられがちだが、それは誤りである。例えば藪内流は町衆茶道で、武家茶道ではない。